# Phyllagathis cavaleriei
Phyllagathis cavaleriei là một loài thực vật có hoa trong họ Mua. Loài này được (H. Lév. & Vaniot) Guillaumin miêu tả khoa học đầu tiên năm 1913.